# Kalunja
Kalunja (arab. قالونيا) – nieistniejąca już arabska wieś, która była położona w Dystrykcie Jerozolimy w Mandacie Palestyny. Wieś została wyludniona i zniszczona podczas wojny domowej w Mandacie Palestyny, po ataku sił żydowskiej organizacji paramilitarnej Hagana 11 kwietnia 1948 roku.

## Położenie
Kalunja leżała na wschodnich zboczach wzgórza na wysokości 650 metrów n.p.m. w Górach Judzkich, w odległości 6 km na zachód od Jerozolimy. Według danych z 1945 roku do wsi należały ziemie o powierzchni 484,4 ha. We wsi mieszkało wówczas 1260 osób, w tym 350 Żydów.
| Własność gruntów | Powierzchnia gruntów [ha] |
| ---------------- | ------------------------- |
| Arabowie         | 359,4                     |
| Żydzi            | 108,4                     |
| publiczne        | 16,6                      |
| Razem            | 484,4                     |

| Rodzaj użytkowanych gruntów | Powierzchnia arabska [ha] | Powierzchnia żydowska [ha] |
| --------------------------- | ------------------------- | -------------------------- |
| uprawy nawadniane           | 102,2                     | 20,2                       |
| uprawy zbóż                 | 84,6                      | 10,9                       |
| uprawy oliwek               | 20                        | 0                          |
| nieużytki                   | 181,4                     | 62,4                       |
| zabudowane                  | 7,8                       | 14,9                       |

## Historia
Wieś Kalunja została zidentyfikowana z kananejskim miastem Mosa. W 71 roku cesarz Wespazjan osiedlił w osadzie 800 rzymskich żołnierzy, zmieniając jej nazwę na Colonia Amosa lub Colonia Emaus. W okresie panowania Bizancjum nazwa ewoluowała na Koloneia, a w czasach krzyżowców na Qalonie lub Kalunja. Arabski historyk Mujir al-Din wymienia wieś w 1192 roku, informując, że była ona położona w pobliżu Jerozolimy. Tureckie sprawozdania podatkowe z 1596 roku wymieniają Kalunja jako małą wieś, której mieszkańcy płacili podatki z upraw pszenicy, jęczmienia i oliwek, oraz hodowli kóz i pszczół. Pod koniec XIX wieku była opisywana jako niewielkiej wielkości wieś, położona na zboczu wzgórza nad drogą prowadzącą do Jerozolimy. Podróżnicy informowali, że znajdował się w niej „nowoczesny” zajazd. Mieszkańcy hodowali drzewa pomarańczowe i cytrusy, które rosły w całej dolinie. W wyniku I wojny światowej, w 1918 roku cała Palestyna przeszła pod panowanie Brytyjczyków, którzy utworzyli Mandat Palestyny. W okresie panowania Brytyjczyków Kalunja była małą wsią. Podczas arabskich zamieszek w Palestynie (1929 r.) kilku mieszkańców Kalunji wdarło się do sąsiedniego żydowskiego osiedla Moca i zaatakowało odosobniony dom należący do rodziny Maklef – zginął ojciec, matka, syn, dwie córki i ich dwoje gości. Troje dzieci uciekło przez tylne okno i dzięki temu przeżyło. Jednym z nich był Mordechaj Maklef. Napastnicy zabili także samotnego policjanta i pasterza zatrudnionego przez rodzinę Maklef.

Przyjęta 29 listopada 1947 roku Rezolucja Zgromadzenia Ogólnego ONZ nr 181 zakładała podział Palestyny na dwa państwa: żydowskie i arabskie. Plan podziału przyznawał obszar wioski Kalunja państwu arabskiemu. Żydzi zaakceptowali plan podziału, jednak Arabowie doprowadzili dzień później do wybuchu wojny domowej w Mandacie Palestyny. Już w grudniu 1947 roku wieś zajęły arabskie milicje, które atakowały żydowską komunikację w okolicy. Z tego powodu siły żydowskiej organizacji paramilitarnej Hagana przeprowadziły operację Nachszon, podczas której 11 kwietnia 1948 roku siły Palmach zajęły wieś. Wysiedlono wówczas wszystkich jej mieszkańców, a większość budynków wyburzono.

## Miejsce obecnie
Tereny wsi włączono w obszar żydowskiej miejscowości Mewasseret Cijjon. Palestyński historyk Walid Chalidi, tak opisał pozostałości wioski Kalunja: „Tylko kilka domów wciąż stoi, w południowo-zachodniej części terenu jest cmentarz. Mają one łukowate drzwi i okna. Jeden z domów jest obecnie zajmowany przez żydowską rodzinę. Po całym terenie rozproszony jest kamienny gruz, części zawalonych dachów cementowych i żelazne ramy okienne. Nadal stoi stara synagoga zbudowana w 1871 roku; ma ona łukowe bramy i okna. Obszar porasta dzika trawa, która jest co roku wypalana, aby wyczyścić podejście do sąsiedniej osady. Zachowały się tarasy wsi. Teren porastają drzewa migdałowe, figowe i oliwki”.